# Beñat Intxausti
Beñat Intxausti Elloriaga (Muxika, 20 maart 1986) is een Spaans-Baskisch voormalig wielrenner.

## Loopbaan
Intxausti werd in 2008 prof bij de Saunier Duval-wielerploeg. Bij deze overstap ontstond enige ophef over het feit dat deze Baskische renner zich niet bij de Baskische wielerploeg Euskaltel-Euskadi aansloot. In 2010 maakte hij dan toch de overstap naar Euskaltel, maar in augustus dat jaar bereikte hij geen akkoord over een contractverlenging. Van 2011 tot en met 2015 reed hij voor Team Movistar, sinds 2016 is hij in dienst van Team Sky.
Intxausti was bevriend met de overleden wielrenner Xavier Tondó. Hij was erbij in mei 2011 toen Tondó door een noodlottig ongeval overleed.
In 2012 reed Intxausti een sterke Ronde van Spanje, waarbij hij tiende werd in het eindklassement. In de Ronde van Italië 2013 veroverde hij in de zevende etappe de roze leiderstrui, die hij vervolgens één dag droeg. Hij won toen ook de zestiende rit in een spurt met drie. In 2015 won hij nogmaals een rit in de Giro (de achtste etappe).
In mei 2016 werd bekend dat Intxausti last had van klierkoorts. Zijn rentree maakte hij in de Ronde van Slovenië, waar hij niet verder kwam dan plek 110 in de laatste etappe. In de Ronde van Polen eindigde hij als voorlaatste in de eerste etappe en als laatste in de tweede, alvorens de derde etappe niet uit te rijden. In 2017 stond Intxausti enkel aan de start van de Clásica San Sebastián, die hij niet uitreed, en de Ronde van Guangxi, waar hij in de eerste etappe als laatste over de finish kwam en in de tweede etappe opgaf. In 2018 reed hij de Tour of Norway, maar hij gaf opnieuw op in de eerste etappe.
In 2019 maakte Intxausti de overstap naar Euskadi Basque Country-Murias. Hij kwam dat seizoen tot 38 wedstrijddagen, waarvan hij 25 etappes uitreed, met plek 42 in de vijfde etappe van de Ronde van Alentejo als beste klassering. In januari 2020 beëindigde hij zijn actieve wielerloopbaan.

## Overwinningen
2010
3e etappe deel B Ronde van Asturië
2012
Eind- en puntenklassement Ronde van Asturië
1e etappe Ronde van Spanje (ploegentijdrit)
2013
16e etappe Ronde van Italië
4e etappe Ronde van Peking
Eindklassement Ronde van Peking
2015
8e etappe Ronde van Italië

## Resultaten in voornaamste wedstrijden
| Jaar | Ronde van Italië | Ronde van Frankrijk | Ronde van Spanje |
| ---- | ---------------- | ------------------- | ---------------- |
| 2008 |                  |                     |                  |
| 2009 |                  |                     | 60e              |
| 2010 |                  |                     | opgave           |
| 2011 |                  | opgave              | 85e              |
| 2012 | 38e              |                     | 10e              |
| 2013 | 8e (1)           |                     | 87e              |
| 2014 |                  | 114e                |                  |
| 2015 | 29e (1)          |                     |                  |
| 2016 |                  |                     |                  |
| 2017 |                  |                     |                  |

| Jaar | Amstel Gold Race | Luik-Bast.‑Luik | Ronde van Lombardije | Waalse Pijl | Clásica San Sebastián |  | Wereldranglijsten |
| ---- | ---------------- | --------------- | -------------------- | ----------- | --------------------- |  | ----------------- |
| 2008 |                  |                 |                      |             |                       |  |                   |
| 2009 |                  |                 |                      |             |                       |  |                   |
| 2010 |                  |                 |                      |             |                       |  | 63e (UWK)         |
| 2011 | 101e             | 73e             | opgave               | 19e         |                       |  | 37e (UWT)         |
| 2012 |                  |                 |                      |             |                       |  | 84e (UWT)         |
| 2013 |                  |                 | opgave               |             | opgave                |  | 22e (UWT)         |
| 2014 | opgave           | opgave          | opgave               | 121e        |                       |  | 44e (UWT)         |
| 2015 |                  |                 |                      |             |                       |  | 53e (UWT)         |
| 2016 |                  |                 |                      |             |                       |  |                   |
| 2017 |                  |                 |                      |             | opgave                |  |                   |

## Ploegen
- 2007 –  Grupo Nicolás Mateos
- 2008 –  Scott-American Beef [a]
- 2009 –  Fuji-Servetto
- 2010 –  Euskaltel-Euskadi
- 2011 –  Movistar Team
- 2012 –  Movistar Team
- 2013 –  Movistar Team
- 2014 –  Movistar Team
- 2015 –  Movistar Team
- 2016 –  Team Sky
- 2017 –  Team Sky
- 2018 –  Team Sky
- 2019 –  Euskadi Basque Country-Murias

1. ↑  Tot augustus heette de ploeg Saunier Duval, maar na de positieve dopingtest van Riccardo Riccò tijdens de Ronde van Frankrijk stopte Saunier Duval de sponsoring. In augustus nam Scott Sports de rol als titelsponsor over, met American Beef als cosponsor.